# Lies of P
Lies of P est un jeu vidéo d'action-RPG développé par Round8 Studio et édité par Neowiz Games, inspiré du roman Les Aventures de Pinocchio de Carlo Collodi. Il sort sur Microsoft Windows, macOS, PlayStation 4, PlayStation 5, Xbox One et Xbox Series le 19 septembre 2023.

## Système de jeu
Lies of P est un jeu vidéo de rôle d'action joué à la troisième personne,. Le joueur contrôle l'humanoïde Pinocchio et se déplace à pied à travers la ville de Krat, explorant l'environnement et combattant divers ennemis biomécaniques,. Le joueur utilise un arsenal d'armes tel qu'une épée et une hache contre ses ennemis et peut esquiver et bloquer leurs coups. Pinocchio a un bras mécanique qui peut être équipé de gadgets tels qu'un grappin pour attirer les ennemis ou bien un lance-flammes,. Le système de fabrication vous permet de créer de nouvelles armes grâce à la combinaison de types déjà existants. Le joueur a également la possibilité de remplacer les parties du corps de Pinocchio, débloquant ainsi de nouvelles capacités. Les décisions que le joueur prend lors de certains passages affectent le déroulement des événements.
Bien qu'ayant ses spécificités, le système de jeu est semblable à celui des jeux de FromSoftware, tels que Dark Souls ou Bloodborne.

## Synopsis
Lies of P, inspiré du roman de Carlo Collodi Les Aventures de Pinocchio, raconte l'histoire de la marionnette humanoïde Pinocchio, qui se réveille dans une gare abandonnée de la ville de Krat, engloutie dans le chaos et la folie. Pinocchio doit trouver son créateur, le maître Geppetto, et surmonter la calamité qui s'est abattue sur la ville, en essayant de devenir un homme,.

## Développement et sortie
Lies of P est développé par Round8 Studio sous la direction de Chiwon Choi,. Le jeu utilise le moteur de jeu Unreal Engine 4. La ville de Krat, qui est le cadre principal du jeu, a été inspirée par l'ère sombre de la Belle Époque et est « l'incarnation d'une ville en ruine dépourvue de prospérité ». Le nombre total de développeurs travaillant sur le jeu est supérieur à 60 personnes.
Dans une interview à IGN, le directeur du jeu a déclaré vouloir rendre le jeu moins enfantin et viser un public plus mature, « Disney a rendu Pinocchio un peu enfantin, alors que si vous regardez l'histoire originale, c'est plutôt sombre et à destination des adultes. »
Lies of P a été annoncé le 19 mai 2021. En novembre, une vidéo montrant la version alpha du gameplay a été publiée. Lors de la Gamescom 2022, le jeu a été de nouveau montré, dévoilant une bande-annonce de gameplay et l'annonce de sa sortie sur le Xbox Game Pass le jour de sa sortie. Lors d'une nouvelle bande-annonce en février 2022 pour l'IGN Fan Fest, le jeu est annoncé pour sortir au mois d'août 2023.
Une date de sortie est communiquée lors du Summer Game Fest 2023 pour le 19 septembre 2023, une démo jouable est aussi annoncée.
Une version du jeu optimisée pour les puces Apple Silicon est également disponible sur Mac.

## Réception

### Accueil critique
Lies of P reçoit un accueil critique « généralement favorable », obtenant entre 80 et 84/100 selon la plate-forme sur l'agrégateur Metacritic.

### Distinctions
La Gamescom 2022 décerne au jeu trois prix : Most Wanted Sony PlayStation Game, Best Role Playing game et Best Action Adventure Game. De plus, le jeu est nommé à deux reprises lors des Games Awards 2023 dans les catégories Meilleure direction artistique et Meilleur RPG.